# Carl Severin Wigert
Carl Severin Wigert, född 15 oktober 1871, död 7 februari 1941 i Engelbrekts församling, Stockholm, var en svensk matematiker som främst ägnade sig åt analytisk talteori och funktionsteori. Till hans mest kända bidrag hör hans sats om hela funktioner samt bestämningen av Stieltjes-Wigert-polynom. Han forskade också om sigmafunktionen och ledde i bevis att
{\displaystyle \limsup _{n\to \infty }{\frac {\log d(n)}{\log n/\log \log n}}=\log 2.}

Wigert var amanuens vid Stockholms högskola men hade aldrig någon fast anställning och uppbar ingen lön. Istället klarade han uppehället tack vare den privata förmögenhet som han hade ärvt av sin far. Han brydde sig aldrig om att disputera för doktorsgrad men utsågs till hedersdoktor vid Uppsala universitet 1927.
Wigert kan ha finansierat inköpen av delar av eller hela den omfattande samling av erotica som testamenterades till Kungliga biblioteket av Oskar Adolf Borgström 1945. Wigert och Borgström delade bostad från 1913 till 1915.
Wigert är begravd på Solna kyrkogård.